# 哈里·希尔曼
小哈里·利文斯顿·希尔曼（英語：Harry Livingston Hillman Jr.，1881年9月8日—1945年8月9日），美国男子田径运动员。他曾在1904年夏季奥运会田径比赛中获得3枚金牌。他也参加了1908年夏季奥运会，收获一枚银牌。